# Teatrul Mic din București
Teatrul Mic este un teatru din București, cu sediul pe strada Constantin Mille (fostă Sărindar). Fondat ca o companie privată de teatru în 1914, sub denumirea Teatrul Maria Filotti, teatrul a devenit instituție de stat după Al doilea Război Mondial, schimbându-și denumirea în Studioul Actorului de Film "Constantin Nottara", apoi în Teatrul pentru tineret și copii. Poartă denumirea actuală din 1964, când intră în familia teatrelor mici din Europa. De la înființare și până în anul 1979 a funcționat cu o singură sală de spectacole, sala Teatrul Mic, în sediul de pe strada Constantin Mille. În 1979, sub direcția lui Dinu Săraru, s-a inaugurat și o a doua sală, Teatrul Foarte Mic, situată pe Bulevardul Carol I, nr. 21, în apropierea Pieței Rosetti. Directorul actual al teatrului este regizorul Gelu Colceag.
De-a lungul timpului, pe scena Teatrului Mic și Teatrului Foarte Mic s-au lansat personalități de marcă ale artei teatrale românești, printre care actorii Gheorghe Ionescu Gion, Ion Marinescu, Octavian Cotescu, Olga Tudorache, Leopoldina Bălănuță, Valeria Seciu, Ștefan Iordache, Mitică Popescu și regizorii Liviu Ciulei, Radu Penciulescu, Crin Teodorescu, Cătălina Buzoianu și Silviu Purcărete. Multe din spectacolele puse în scenă la Teatrul Mic s-au dovedit adevărate performanțe artistice, fiind recompensate cu numeroase premii atât în România, cât și în străinătate.